# Hydromyles globulosus
Hydromyles globulosus är en snäckart som först beskrevs av Rang 1825.  Hydromyles globulosus ingår i släktet Hydromyles och familjen Hydromylidae. Inga underarter finns listade i Catalogue of Life.